# Anomalocera opalus
Anomalocera opalus är en kräftdjursart som beskrevs av Francis Whittier Pennell 1976. Anomalocera opalus ingår i släktet Anomalocera och familjen Pontellidae. Inga underarter finns listade i Catalogue of Life.